# Perdita distincta
Perdita distincta är en biart som beskrevs av Timberlake 1964. Perdita distincta ingår i släktet Perdita och familjen grävbin. Inga underarter finns listade i Catalogue of Life.